# Gurro
Gurro est une commune de la province du Verbano-Cusio-Ossola dans le Piémont en Italie.

## Administration
| Période                                  | Période  | Identité                | Étiquette    | Qualité |
| ---------------------------------------- | -------- | ----------------------- | ------------ | ------- |
| 29 mai 2007                              | En cours | Luigi Valter Costantini | Lista Civica |         |
| Les données manquantes sont à compléter. |          |                         |              |         |

### Hameaux
Torre del Lago Puccini 

### Communes limitrophes
Cavaglio-Spoccia, Cursolo-Orasso, Falmenta, Miazzina